# Грицюк Петро Михайлович
Петро Михайлович Грицюк (нар. 5 травня 1957, с. Колосова Кременецького району Тернопільської області) — український математик, фахівець у галузі прикладної математики.  

## Біографія
5 травня 1957 року в сім’ї вчителів у с. Колосова Кременецького району Тернопільської області. 
У 1974 році із золотою медаллю закінчив середню школу № 1 м. Кременець. У 1979 році з відзнакою закінчив фізико-математичний факультет Тернопільського державного педагогічного інституту. Після завершення навчання в інституті працював вчителем фізики Лідихівської середньої школи (1979-1983) Кременецького району Тернопільської області. 
З 1983 р. по 1986 р. – аспірант Чернівецького державного університету. Після завершення аспірантури працював асистентом кафедри обчислювальної математики Українського інституту інженерів водного господарства. З 1997 року працює на посаді доцента кафедри прикладної математики НУВГП, з 2012 на посаді професора цієї ж кафедри. З 2013 року призначений завідувачем новоствореної кафедри економічної кібернетики. 
З 2019 року завідувач кафедри комп'ютерних технологій та економічної кібернетики. Член Вченої ради НУВГП. 
У 2011 захистив докторську дисертацію ”Динамічні і стохастичні методи моделювання та прогнозування системи зерновиробництва України” за спеціальністю ”Математичні методи, моделі та інформаційні технології в економіці”. 
У 2013 році Грицюку П. М. присвоєно вчене звання професора. Опублікував одноосібну монографію, присвячену моделюванню та прогнозуванню динаміки зерновиробництва в Україні, взяв участь у підготовці та виданні 4 колективних монографій, опублікував 4 навчальних посібники та понад 250 наукових і науково-методичних робіт, в галузі математичного та комп’ютерного моделювання економічних систем. 